# Keegan Lowe
Keegan Lowe (* 29. März 1993 in Greenwich, Connecticut) ist ein US-amerikanisch-kanadischer Eishockeyspieler, der seit Juli 2022 bei den Växjö Lakers aus Svenska Hockeyligan (SHL) unter Vertrag steht und dort auf der Position des Verteidigers spielt.

## Karriere
Keegan Lowe wurde in Greenwich geboren, als sein Vater Kevin Lowe für die New York Rangers aktiv war, jedoch kehrte die Familie wenig später nach Edmonton zurück, wo sein Vater fortan als Funktionär für die Oilers tätig war. Keegan Lowe lief dort ab der Saison 2009/10 für die Edmonton Oil Kings in der Western Hockey League (WHL) auf, die ihn im Bantam Draft 2008 der WHL an 114. Position ausgewählt hatten. Nach zwei Jahren, in denen er sich bei den Oil Kings als defensiv orientierter Verteidiger etabliert hatte, berücksichtigten ihn die Carolina Hurricanes im NHL Entry Draft 2011 an 73. Stelle. Vorerst kehrte er allerdings für zwei weitere Spielzeiten in die WHL zurück, wobei er mit dem Team in der Spielzeit 2011/12 die Playoffs um den Ed Chynoweth Cup gewann. Im Jahr darauf gelang den Oil Kings erneut der Finaleinzug, allerdings unterlag man den Portland Winterhawks, während Lowe persönlich ins Second All-Star Team der Eastern Conference berufen wurde.
Im März 2013 hatten die Hurricanes Lowe mit einem Einstiegsvertrag ausgestattet, sodass er mit Beginn der Saison 2013/14 in deren Organisation zum Einsatz kam. Vorrangig setzten ihn die Canes allerdings bei ihrem Farmteam, den Charlotte Checkers, in der American Hockey League (AHL) ein, so bestritt er im Laufe der folgenden knapp dreieinhalb Jahre nur zwei Partien für Carolina in der National Hockey League (NHL). In der Folge wurde der Abwehrspieler im Februar 2017 im Tausch für Philip Samuelsson an die Canadiens de Montréal abgegeben, beendete die Saison bei deren AHL-Farmteam, den St. John’s IceCaps, und erhielt anschließend keinen weiterführenden Vertrag in Montréal.
Infolgedessen schloss sich Lowe im Juli 2017 als Free Agent den Edmonton Oilers an, bei denen er einen Einjahresvertrag unterzeichnete, der im Juni 2018 um zwei Spielzeiten verlängert wurde. Vorrangig kam er aber weiterhin in der AHL zum Einsatz, bei den Bakersfield Condors. Im Oktober 2020 wurde sein Vertrag in Edmonton, nach drei Jahren und zwei NHL-Einsätzen für die Oilers, nicht verlängert. In der Folge unterzeichnete Lowe im Januar 2021 bei den San Diego Gulls einen auf die AHL beschränkten Vertrag.
Wenige Monate später wechselte er im August desselben Jahres zum italienischen Klub HC Bozen, für den er eine Spielzeit bestritt. Im Juli 2022 folgte ein erneuter Vereinswechsel Lowes zu den Växjö Lakers in die Svenska Hockeyligan (SHL). Mit dem Klub gewann er im Frühjahr 2023 die schwedische Meisterschaft.

## Erfolge und Auszeichnungen
- 2012 Ed-Chynoweth-Cup-Gewinn mit den Edmonton Oil Kings
- 2013 WHL East Second All-Star Team
- 2023 Schwedischer Meister mit den Växjö Lakers

## Karrierestatistik
Stand: Ende der Saison 2023/24
(Legende zur Spielerstatistik: Sp oder GP = absolvierte Spiele; T oder G = erzielte Tore; V oder A = erzielte Assists; Pkt oder Pts = erzielte Scorerpunkte; SM oder PIM = erhaltene Strafminuten; +/− = Plus/Minus-Bilanz; PP = erzielte Überzahltore; SH = erzielte Unterzahltore; GW = erzielte Siegtore; 1 Play-downs/Relegation; Kursiv: Statistik nicht vollständig)

## Familie
Sein Vater Kevin Lowe absolvierte weit über 1000 Spiele in der NHL und gewann dabei sechs Stanley Cups, fünf davon mit den Edmonton Oilers, bei denen er später auch als Funktionär tätig war. Seine Mutter Karen Percy gewann als Skirennläuferin unter anderem zwei Bronzemedaillen bei den Olympischen Winterspielen 1988.